# Široki Brijeg

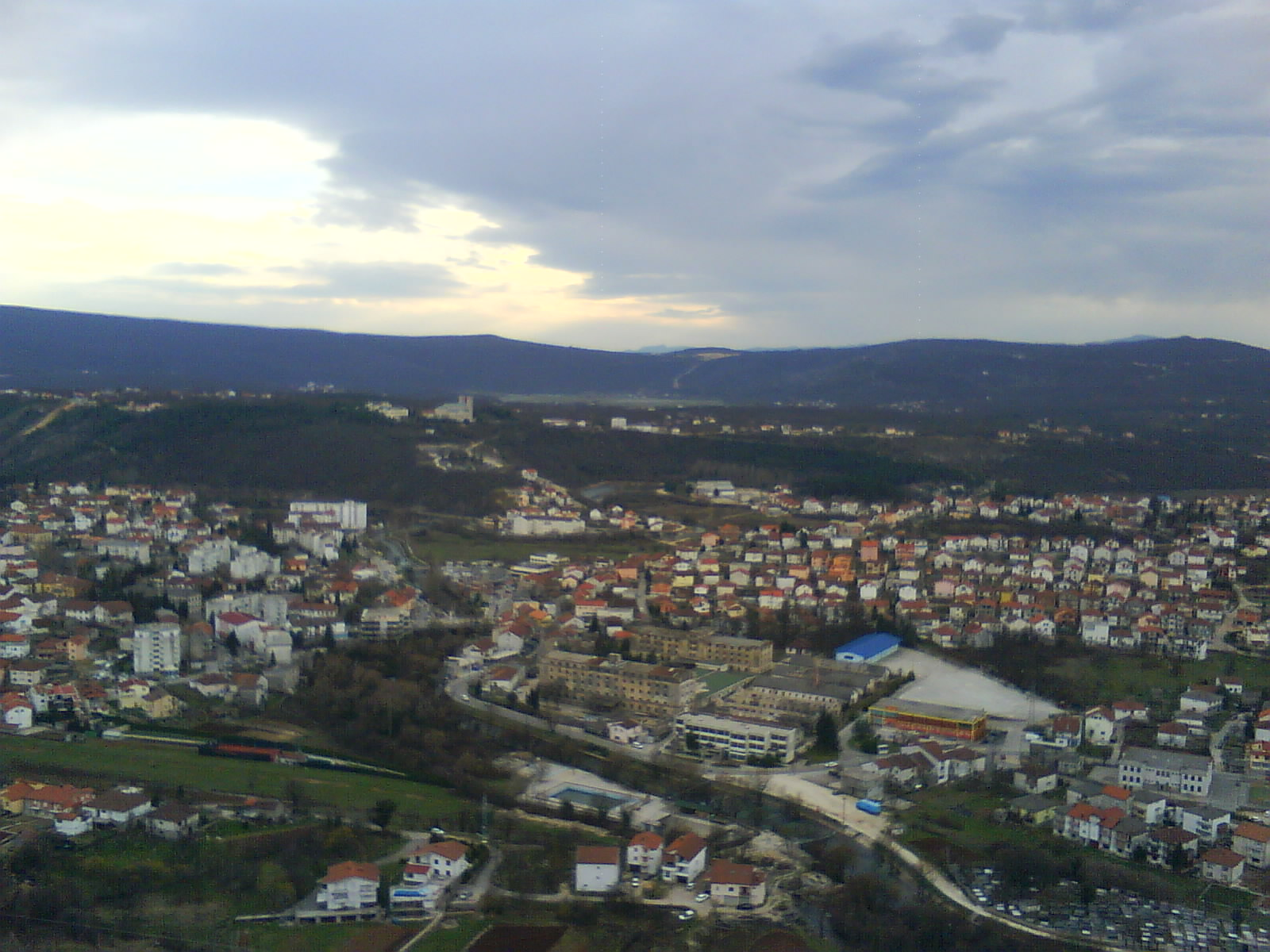
Uitzicht over Široki Brijeg

Široki Brijeg is een stad en gemeente in de Federatie van Bosnië en Herzegovina in Bosnië en Herzegovina in het kanton West-Herzegovina. De stad telde in 2007 26.198 inwoners. Met een oppervlakte van 388 vierkante kilometer betekent dit een bevolkingsdichtheid van 67,5 inwoners per km².

## Etymologie
De naam van de stad betekent 'de wijde heuvel' in het Bosnisch, Kroatisch en Servisch. De inwoners korten de naam vaak af tot Široki. Tussen 1945 en 1990 heette de stad Lištica, naar de rivier Lištica die door de stad stroomt.

## Verkeer en vervoer
Široki Brijeg ligt aan de nationale weg M-6.1. Deze weg loopt van Mostar naar Bosansko Grahovo. De overheid van de federatie is van plan om een nieuwe expresweg langs de stad aan te leggen. Deze B-3 moet in de toekomst Mostar met Split in Kroatië gaan verbinden.

## Sport
Uit Široki Brijeg komt de voetbalclub NK Široki Brijeg, die meerdere malen landskampioen van Bosnië en Herzegovina is geweest.

## Geboren
De volgende personen zijn geboren in Široki Brijeg:
- Mario Bazina (1975), voetballer
- Gojko Šušak
- Ivan Mikulić